# Plan Azur
Le plan Azur est un plan lancé par le Maroc pour attirer 10 millions de touristes aux alentours de 2013. Ce plan prévoit la réalisation de six stations balnéaires.

## Liste des six stations
| Mediterrania Saïdia     | Mazagan Beach Resort       | Mogador Essaouira        |
| ----------------------- | -------------------------- | ------------------------ |
| Capacité : 28 000 lits  | Capacité : 8 000 lits      | Capacité : 10 600 lits   |
| Superficie : 713 ha     | Superficie : 250 ha        | Superficie : 580 ha      |
| Inauguré : 19 juin 2009 | Inauguré : 30 octobre 2009 | Inauguré : prévu en 2013 |
| Province de Berkane     | Province d'El Jadida       | Province d'Essaouira     |
|                         |                            |                          |
| Port Lixus              | Taghazout Bay              | Plage Blanche-Guelmim    |
| Capacité : 12 000 lits  | Capacité : 12 376 lits     | Capacité : 12 000 lits   |
| Superficie : 461 ha     | Superficie : 615 ha        | Superficie : 632 ha      |
| Inauguré : 21 août 2017 | Inauguré : prévu en 2014   | Inauguré : prévu en 2013 |
| Province de Larache     | Province d'Agadir          | Province de Guelmim      |
|                         |                            |                          |

## Description des sites
- Mediterrania Saïdia

Inaugurée en juin 2009, Mediterrania Saïdia est située dans la région du Rif oriental, à 65 km à l'est de Nador et 20km au nord de Berkane. Elle comporte une Marina (port de plaisance, centre commercial, base nautique...), des hôtels de haut standing, des villas, des appartements, des résidences et villages touristiques, trois parcours de golf 18 trous, un aquapark, un centre de thalassothérapie, un palais des congrès, une clinique et des équipements sportifs (piscine, football, athlétisme, court de tennis...).
- Mazagan Beach Resort

Le site est situé à quelques minutes au sud de El-Jadida. Aménagé par le promoteur immobilier sud-africain Sol Kerzner, le projet comporte des hôtels, des villas, des appartements, un casino et des parcours de golf.
- Port Lixus

Le site du projet est situé dans la région de Larache à quelques kilomètres seulement des ruines romaines de lixus
Le projet est proposé par les promoteurs belges Thomas & Piron et Colbert Orc. Il comporte une Marina, des villas, des appartements, des hôtels, un parcours de golf et quelques équipements sportifs notamment un centre équestre.
- Mogador Essaouira

Le site est situé à quelques minutes d'Essaouira. Il est proposé par les promoteurs immobiliers de Port Lixus, à savoir Thomas & Piron et Colbert Orc. Le complexe comporte des villas, deux parcours de golf, des hôtels et éventuellement une Marina.
- Taghazout Bay

Le site se situe près de la station balnéaire prisée de Taghazout à quelques kilomètres au nord d'Agadir. Il est développé et aménagé par la SAPST Société d'Aménagement et de Développement de la Station de Taghazout. Il sera composé d’ensembles hôteliers, touristiques et résidentiels haut de gamme. Un accent particulier sera porté aux infrastructures sportives et aux activités de loisirs avec la mise en place d’un Beach club, d’une Médina ainsi que d’académies de Golf, de Tennis, de Surf et de Football.
- Plage Blanche-Guelmim

Le site se trouve sur l'Atlantique, à 40 km de Guelmim, et dispose d'une plage vierge de 40 km. Le futur promoteur du projet devrait être FADESA. Ce devrait être le 2e plus grand projet après celui de Saïdia-Mediterrania.